# Greatest Hits (Enrique Iglesias)
Greatest Hits è la quarta raccolta del cantante pop spagnolo Enrique Iglesias, pubblicata negli Stati Uniti l'11 novembre 2008. Contiene due inediti, Away, in collaborazione con Sean Garrett e il duetto con Ciara, Takin' Back My Love, estratti rispettivamente come singoli e divenuti entrambi due successi internazionali.

## Il disco
L'album contiene i più grandi successi di Enrique Iglesias tratti dai suoi quattro album in studio in inglese, oltre a due nuove tracce registrate.
L'album ha venduto oltre un milione di copie.

## Tracce
1. Bailamos (Single Mix) - 3:33
2. Away (featuring Sean Garrett) - 3:59
3. Hero - 4:24
4. Be with You - 3:41
5. Takin' Back My Love (featuring Ciara) - 3:50
6. Rhythm Divine - 3:30
7. Do You Know? (The Ping Pong Song) - 3:38
8. Tired of Being Sorry - 4:02
9. Escape - 3:29
10. Could I Have This Kiss Forever (featuring Whitney Houston) - 3:55
11. Not in Love (Video Edit/Radio Mix - featuring Kelis) - 3:42
12. Don't Turn Off the Lights - 3:47
13. Love to See You Cry - 4:07
14. Maybe - 3:15
15. Addicted - 5:02
16. Somebody's Me - 3:59
17. Can You Hear Me (Official Song UEFA Euro 2008) - 3:43
18. Miss You (featuring Nâdiya) - 4:02

## Classifiche
| Classifica (2008-09) | Posizione più alta |
| -------------------- | ------------------ |
| Belgio (Fiandre)     | 5                  |
| Belgio (Vallonia)    | 17                 |
| Danimarca            | 15                 |
| Finlandia            | 24                 |
| Francia              | 36                 |
| Germania             | 82                 |
| Irlanda              | 9                  |
| Italia               | 92                 |
| Norvegia             | 3                  |
| Paesi Bassi          | 4                  |
| Portogallo           | 27                 |
| Regno Unito          | 3                  |
| Russia               | 15                 |
| Stati Uniti          | 80                 |
| Svezia               | 2                  |
| Svizzera             | 24                 |